# Simsalabim
Simsalabim ist eine Zauberformel bzw. ein Zauberspruch, der vor allem durch seine Verwendung durch Zauberkünstler und in der Populärkultur bekannt ist.
Der Duden gibt an, dass die Herkunft des Spruches ungeklärt ist, möglicherweise aber auf das lateinische similia similibus („Gleiches mit Gleichem“ (heilen), siehe auch Analogiezauber und Homöopathie) zurückzuführen ist. Einer in verschiedenen Medien in den letzten Jahren verbreiteten Vermutung zufolge soll die Formel durch die Verballhornung der Basmala, der muslimischen Anrufungsformel bismi ʾllāhi ʾr-raḥmāni ʾr-raḥīmi („Im Namen des barmherzigen und gnädigen Gottes“) durch christliche Hörer entstanden sein. Für diese Theorie sind jedoch keine Belege bekannt. Dasselbe gilt für den etymologischen Anschluss an den Zauberspruch „Sesam öffne Dich“ (arabisch إفتح يا سمسم iftah ya simsim) aus dem Märchen Ali Baba und die vierzig Räuber aus der Sammlung Tausendundeine Nacht.
Sim Sala Bim war der Zauberspruch und das Markenzeichen des dänisch-amerikanischen Zauberkünstlers Harry August Jansen (bekannt als Dante the Magician), dessen gleichnamige Revue 1940 am Broadway Premiere hatte. Dante sagte in einem Magazinbericht, er habe den Namen für seine Show 1922 gewählt, angeregt durch ein altes Kinderlied, die dänische Fassung von Auf einem Baum ein Kuckuck (dänisch Højt på en gren en krage) mit dem Refrain Sim sa la dim, bam ba, sa la du, sa la dim.
Der deutsche Zauberer Kalanag (bürgerlich Helmut Ewald Schreiber) behauptete jedoch 1949, dass er das Wort erfunden habe und dass Dante es bei einem Besuch in Berlin übernommen habe. Der amerikanische Zauberkünstler und -forscher Richard Hatch hat jedoch nachgewiesen, dass Dante das Wort bereits spätestens 1928 verwendete, demgegenüber fanden sich keinerlei Belege für eine Verwendung durch Kalanag vor 1939, dem Jahr von Dantes Berliner Gastspiel.